# مودست موسورگسکی
مودست پتروویچ موسورگسکی (به روسی: Модeст Петрович Мусоргский) (زاده ۲۱ مارس [سبک قدیمی: ۹ مارس] ۱۸۳۹ – درگذشته ۲۸ مارس [سبک قدیمی: ۱۶ مارس] ۱۸۸۱) بزرگ‌ترین درام‌پرداز موسیقی روسیه بود.
او یکی از ابداع‌کنندگان موسیقی روسی در دوره رمانتیک است که کوشید تا به هویت منحصربه‌فرد روسی، در اغلب اوقات با مخالفت حساب شده با قواعد موسیقی غربی، دست یابد. بسیاری از آثارش از تاریخ روسیه، موسیقی‌های فولکلور و نغمه‌های محلی ملهم شده‌اند که از میان آن‌ها می‌توان به اپرای بوریس گودونف، پوئم سمفونیک شبی بر فراز کوه سنگی و سوئیت پیانو تابلوهای نمایشگاه اشاره کرد. سالیان زیادی، عمده کارهای موسورگسکی تنها از طریق نسخه‌های اصلاح یا تکمیل‌شده توسط دیگران در دسترس بودند. اما در سال‌های اخیر بسیاری از ساخته‌های او به شکل اصیل خود اجرا شده‌اند و دست نوشته‌های موسیقایی او در دسترس قرار گرفته‌اند.
موسورگسکی به همراه نیکولای ریمسکی کورساکف، میلی بالاکیرف، الکساندر برودین و سزار کوئی عضو «گروه پنج» بود. آن‌ها گرایش‌های میهنی داشتند و بر آن بودند که موسیقی روس را از نفوذ موسیقی اروپای باختری رها سازند.
«مردم آن چیزی هستند که می‌خواهم تجسم ببخشم. وقت خواب آن‌ها را می‌بینم، وقت خوردن و نوشیدن به آن‌ها فکر می‌کنم و می‌توانم پیش رو مجسمشان کنم: یکپارچه، عظیم، پاک و منزه، بی هیچ خدشه»

## زندگی
موسورگسکی در ۲۱ مارس ۱۸۳۹ در کاره‌وو، ترپتس، ناحیه پسکف امپراتوری روسیه در ۴۰۰ کیلومتری جنوب سن پترزبورگ در خانواده‌ای ثروتمند و زمین‌دار به دنیا آمد. مادرش، یولیا ایوانونا نی چیریکوا و پدرش پیوتر الکسیِویچ موسورگسکی نام داشتند.
در شش سالگی نواختن پیانو را از مادرش که نوازنده‌ای آموزش‌دیده بود، فرا گرفت. پیشرفتش به قدری سریع بود که توانست بعد از گذشت سه سال، قطعه‌ای از جان فیلد و آثار فرانتس لیست را برای خانواده و دوستانش بنوازد. در ۱۰ سالگی به همراه برادرش به مدرسه نخبگان پترزبورگ فرستاده شد. در آنجا بود که به تمرین پیانو با آنتون گرک پیانیست معروف روس پرداخت. در ۱۸۵۲، موسورگسکی ۱۲ ساله اولین قطعه موسیقی‌اش را با نام Porte-Enseigne Polka به هزینه پدرش منتشر کرد. والدینش می‌خواستند هر دو پسر آن‌ها بنا بر سنت خانوادگی به عضویت ارتش در آیند. موسورگسکی در ۱۳ سالگی وارد دانشکده افسری گارد شد. محیط مدرسه به خصوص برای تازه‌واردها خشن و ظالمانه بود و به احتمال زیاد اعتیاد به الکل موسورگسکی از اینجا شروع شده‌است. با این حال، توانایی او به عنوان پیانیست او را در میان همکلاسی‌هایش محبوب کرد. او برای آن‌ها آهنگ‌های مناسب برای رقص و گاهگاهی بداهه می‌نواخت.
در اکتبر ۱۸۵۶، موسورگسکی ۱۷ ساله الکساندر برودین ۲۲ ساله را، که هر دو در بیمارستان نظامی در سن پترزبورگ خدمت می‌کردند، ملاقات کرد. این دو خیلی زود با هم دوست شدند. برودین، موسورگسکی را چنین توصیف کرده‌است: «یونیفرم کوچک تنگ و بلندی می‌پوشید. پاهایش به سمت بیرون پیچیده بود. موهای لخت‌اش را به سمت پایین ژل زده و ناخن‌هایش به دقت کوتاه شده بود؛ دستان او درست مثل دست یک ارباب آرایش شده‌بود. رفتاری ظریف و اشرافی داشت و سخنانش از میان دندان‌های فشرده، آمیخته با کلمات فرانسوی و به شکلی فاخر بیان می‌شد. بلکه کمی هم آلامد بود اما ادب و حسن خلقی شایان توجه داشت و زن‌ها در موردش پچپچه می‌کردند.»
در ۱۸۵۶ موسورگسکی که بسیار علاقه‌مند به تاریخ و فلسفه آلمانی شده بود، از مدرسه افسری فارغ‌التحصیل شد و بنا بر سنت خانوادگی در گارد امپراتوری روسیه، به سمتی منسوب شد. در سال‌های آخر عمرش، افسردگی و الکلسیم بر او غلبه کرده بودند و روز‌ به‌ روز در مصرف کنیاک و ودکاهای روسی، زیاده‌روی می‌کرد، به‌طوری که صورتش متورم و بینی و گونه‌هایش سرخ شده بودند. دیگر انرژی و انگیزه ادامه‌دادن در او نمانده بود. در آن سال‌ها، در نامه‌هایی که به دوستان اندک خودش نوشته بود، ذکر کرده بود که: دیگر چیزی برایم باقی نمانده جز اینکه به خیابان‌ها بروم و گدایی کنم.

## زندگی هنری
معرفی موسورگسکی به الکساندر دارگومیجسکی، به شکل رسمی‌تری اتفاق افتاد. دارگومیجسکی تحت تأثیر توانایی او در نواختن پیانو قرار گرفت و در نتیجه موسورگسکی به عضوی ثابت از گردهمایی‌های عصرانه دارگومیجسکی بدل شد و از آنجا زندگی هنری واقعی خود را آغاز کرد و طی دو سال بعد، در آن گردهمایی‌ها چهره‌های مهم فرهنگی روسیه زمان خودش، از جمله ولادیمیر استاسوف، سزار کوئی و میلی بالاکیرف را ملاقات کرد. بالاکیرف به خصوص تأثیر مهمی بر او داشت. او وظیفه خود می‌دید تا تقدیر موسورگسکی به عنوان آهنگساز رقم بخورد. تا آن زمان موسورگسکی تنها دربارهٔ موسیقی پیانو می‌دانست و از دانش تحولات رادیکال جدیدتر موسیقی تقریباً به کل بی‌بهره بود. بالاکیرف شروع به پرکردن این خلاء کرد. در ۱۸۵۸، به فاصله چند ماه از شروع مطالعات با بالاکیرکف، موسورگسکی از مقام خود در ارتش استعفا کرد تا خود را تمام وقت به موسیقی اختصاص دهد. او در همین زمان از یک بحران دردناک می‌کشید. این بحران شاید یک بخش معنوی داشته باشد، ولی دلیل اصلی آن احتمالاً هرگز شناخته نخواهد شد.
در ۱۸۵۹، آهنگساز ۲۰ ساله تجربیات ارزنده‌ای با دستیاری تولید اپرای جان‌نثار تزار اثر میخائیل گلینکا به دست آورد. او همان ایام آناتولی لیادف را ملاقات کرد و از یک سفر سازنده به مسکو لذت برد که بعد از آن مدعی عشق به هر چیز روسی شد. علی‌رغم این احساسات شدید، موسیقی موسورگسکی همچنان به مدل‌های خارجی نزدیکتر بود. تنها موومان او در فرم تکنوازی، یک تکنوازی چهار انگشتی است که در سال ۱۸۶۰ تولید شد. همچنین در هیچ‌کدام از قطعه‌های نمایش‌نامه سروو، ادیپ در آتن، که بین ۱۹ تا ۲۲ سالگی بر روی آن کار می‌کرد و آن را نیمه تمام رها کرد - یا در تک نوازی Intermezzo in modo classico (که در ۱۸۶۷ اصلاح و برای اجرای چندسازی تنظیم شد) اثری از ملی‌گرایی دیده نمی‌شود. اثر آخری تنها اثر مهمی بود که موسورگسکی بین دسامبر ۱۸۶۰ تا اوت ۱۸۶۳ نوشته‌است. این موضوع احتمالاً ریشه در بازگشت بحران ذهنی او در ۱۸۶۰ دارد.
به علاوه آزادی سرف‌های روس (کشاورزانی که با زمین زراعتی خرید و فروش می‌شدند) در ۱۸۶۱ خانواده‌اش را دچار بحران مالی ساخت.
در اثر این اصلاحات و مشکلات ناشی از آن، خانواده نیمی از املاکش را از دست داد، و موسورگسکی باید وقت زیادی را در کاره وو به تلاش ناموفق برای دفع سایه فقر صرف می‌کرد. او ناگزیر در پی یافتن شغلی برآمد، در سن پترزبورگ کارمند دولت شد و بیشتر دوران حیاتش در همان شغل باقی‌ماند. اما در همین مجال، او خود را از تأثیر بالاکیرف رها کرده و عمدتاً به خودآموزی مشغول شد.
او شروع به کار بر روی اپرای سالامبو کرد که از ۱۸۶۰ تا ۱۸۶۳، طول کشید و سپس ناتمام ماند. سپس به سن پترزبورگ برگشت و توانست برای خود شغلی دست و پا کند و به عنوان یک کارمند دون پایهٔ دولت به کار مشغول شود. در همان ایام بود که در یک آپارتمان بزرگ با پنج هنرمند و روشنفکر دیگر همخانه شد. آن‌ها در مورد هنر، مذهب، فلسفه و سیاست مبادله افکار می‌کردند و به خود نام کمون داده بودند. در این جوّ پرشور هنری و روشنفکری، او طیف گسترده‌ای از ایده‌های هنری و علمی مدرن، شامل کارهای برانگیزاننده چرنیشفسکی که در مورد تضاد فرم و محتوا معروف بودند را خواند و از آن‌ها تأثیر گرفت و بیش از پیش ایدئال رئالیسم هنری یعنی دغدغهٔ نشان دادن زندگی همان گونه که واقعاً هست را پذیرفت.
مرگ مادر، زندگی موسورگسکی را در ۱۸۶۵ به شکل دردناکی تحت تأثیر قرارداد؛ در این موقع بود که او برای اولین بار به‌طور جدی به ورطه می‌گساری و اعتیاد به الکل افتاد. آهنگساز ۲۶ ساله، در موقعیت نوشتن اولین آهنگ‌های رئالیستی خود (شامل «هوپک» و «ساویشنای عزیز»، هر دو نوشته شده در ۱۸۶۶ و جزء اولین کارهای منتشرشده «واقعی» او در سال بعدش) بود. همچنین در سال ۱۸۶۷ بود که نسخه اصلی شب بر فراز کوه سنگی را تمام کرد. بالاکیرف این قطعه را نقد کرد و از اجرای آن امتناع نمود. در نتیجه این قطعه هرگز در زمان حیات موسورگسکی نواخته نشد.
حرفه موسورگسکی به عنوان کارمند دولت به هیچ عنوان تضمین شده نبود. در ۱۸۶۷ به عنوان مازاد افراد مورد نیاز در خدمت باقی‌ماند، اما حقوقی دریافت نمی‌کرد. در همان حال تحولات سرنوشت‌سازی در زندگی هنری او اتفاق می‌افتاد. با اینکه در ۱۸۶۷ برای اولین بار موسیقی‌شناس و باستان‌شناس روسی ولادیمیر استاسوف به کوچکا (گروه پنج) موسیقیدان روسی که به شکل نامنسجم دور بالاکیرف جمع شده بودند اشاره کرد، اما موسورگسکی دیگر به دنبال تأیید گرفتن از بالاکیرف نبود و به آلکساندر دارگومیجسکی بیشتر گرایش نشان می‌داد.
از ۱۸۶۶ دارگومیجسکی مشغول کار کردن روی اپرای میهمان سنگی بود، نسخه‌ای از داستان دون ژوان با متنی از پوشکین. دارگومیجسکی اعلام کرده بود همانگونه انجام خواهد شد که متن معنا می‌دهد، چرا که حقیقت درونی متن نباید معوج شود. همچنین، شیوهٔ این اپرا به گونه‌ای بود که در آن تقسیم "غیرواقع‌گرایانه" میان آریا (آواز) و گفت‌آواز در اپرا به دکلمه‌ای پیوسته بین آن دو با اشعاری متعالی از بین رفته بود. تحت تأثیر این اثر (و ایده‌های گئورگ گتفرید گروینوس که بر اساس آن "بالاترین شیء طبیعی تقلید موسیقی عاطفه است، و روش تقلید عاطفه تقلید بیان است")، موسورگسکی در ۱۸۶۸ به شتاب یازده صحنه اول نمایشنامه عروسی اثر نیکولای گوگول را، با اولویت دادن به اجرای موسیقی به لهجه‌ها و فرمهای طبیعت گرایانه و یکدستی عامدانهٔ گفتگوهای نمایشنامه، نوشت. این اپرای آوانگارد که در واقع اعلام جنگی به موسیقی خالص بود، نظریات او را در باب رئالیسم هنری واقعیت بخشید و تمام دوستانش را به استثنای استاسوف که حامی و مشاور او بود، ترساند. این کار به عنوان نهایت تلاش موسورگسکی در پیگیری زبان طبیعی شناخته می‌شود. او این کار را بعد از به اتمام رسیدن قطعه اول رها کرد.
چند ماه بعد از اپرای عروسی، موسورگسکی ۲۹ ساله به نوشتن اپرا بر اساس داستان بوریس گودونف پرداخت. او این کار را با وام گرفتن و شکل‌دادن به نمایشنامهٔ پوشکین و با توجه به کتاب تاریخ نیکلای میخائیلوویچ کارامزین انجام داد. عمده دست‌نوشتهٔ این کار در حالی که با دوستانش زندگی می‌کرد و هم‌زمان برای وزارت جنگلبانی کار می‌کرد به پایان رسید. در ۱۷۸۱، اپرای تمام شده برای اجرای تئاتری رد شد. سال بعد، زمانی که با ریمسکی کورساکف همخانه بود، تغییراتی بیش از آنچه در تئاتر از او خواسته بودند در اپرا اعمال کرد. این نسخه پذیرفته شد و احتمالاً در مه ۱۸۷۲ و سه گزیده از آن در تئاتر مارینسکی در ۱۸۷۳ به صحنه رفت.
در زمان تولید بوریس گودونف در فوریه ۱۸۷۴، موسورگسکی در پروژهٔ بی سرانجام ملدا شرکت کرد (طی این زمان او یک نسخه کر از شبی بر فراز کوه سنگی را ساخت) و همچنین خوانشینا را شروع کرد. اقبال عمومی و محبوبیت بوریس گودونف، موسورگسکی را به نقطهٔ اوج حرفه‌اش رساند.

## سقوط بعد از اوج
پس از آن موسورگسکی در سراشیبی سقوط افتاد. تا پیش از آن به حلقه بالاکیرف متصل بود که آن هم داشت از هم می‌گسست. موسورگسکی به خصوص از این اتفاق تلخ‌کام بود. او به ولادیمیر استاسوف نوشت، «گروه پنج قوی اکنون به جمعی خائن نزول کرده‌است.» انزوای موسورگسکی نتیجه اعتیادش به الکل بود که به دیوانگی و جنون هم تعبیر می‌شد. از سویی دیگر دوست نقاشش ویکتور هارتمن مرده بود، و فامیل و همخانهٔ اخیرش آرسنی گلنشچف-کوتوزف (کسی که برای ترانهٔ بی-آفتاب شعر سروده بود و در نظر داشت برای ترانه‌ها و رقص‌های مرگ هم شعر بسراید) به خاطر ازدواج به جای دیگری نقل مکان کرده بود.

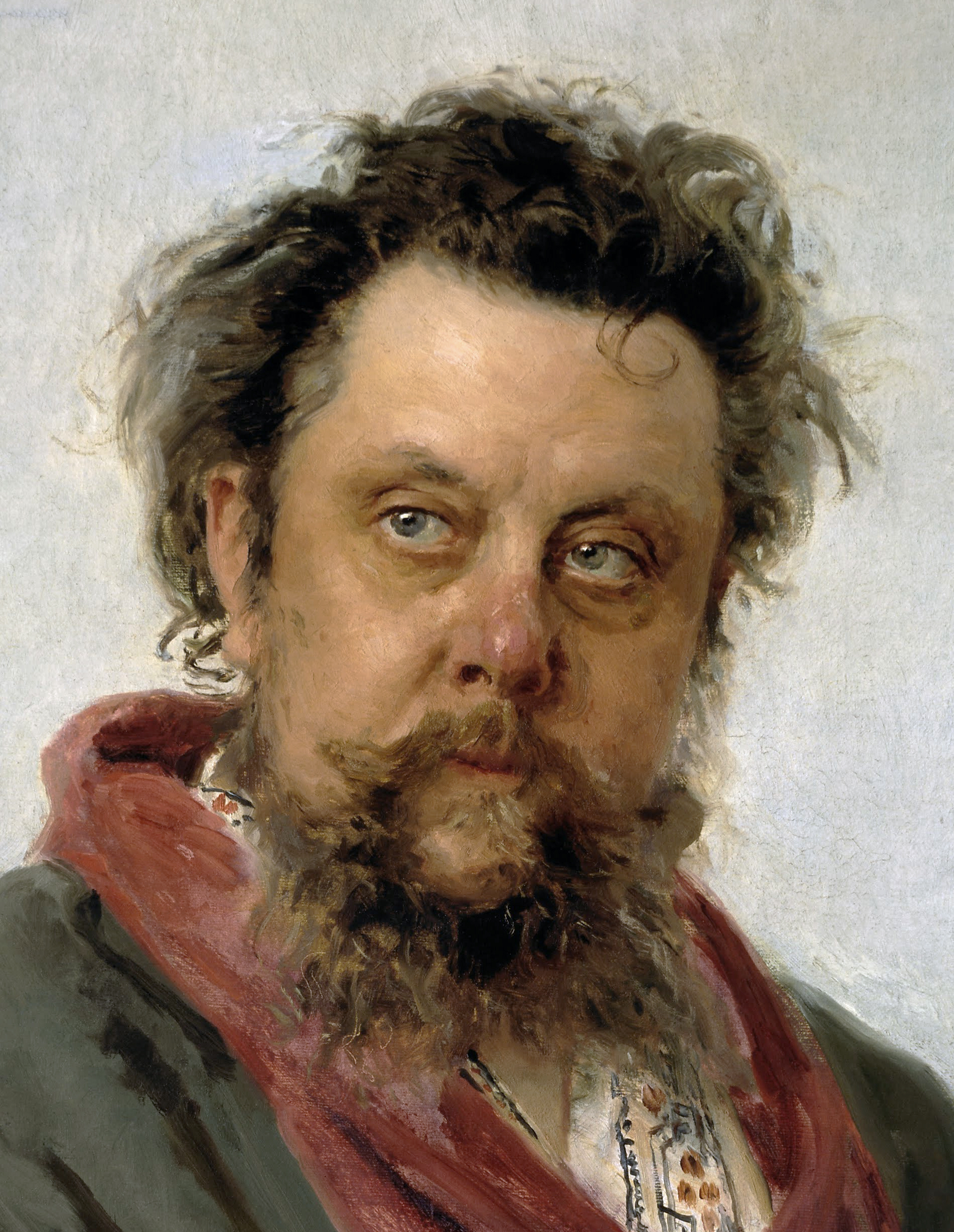
پرتره موسورگسکی اثر رپین

موسورگسکی روز و شب را در میخانه‌ای در سن پترزبورگ به همراه مردمانی نه چندان خوشنام می‌گذراند. او و دوستان مشروب‌خوارش نوشیدن الکل را امری مطلوب تلقی و آن را به اعتراضی اخلاقی و زیبایی‌شناسانه تعبیر می‌کردند. اما در عمل این رفتار نمایشی منجر به انزوا و اضمحلال بیشتر موسورگسکی شد.
برای مدتی موسورگسکی قادر بود خلاقیتش را حفظ کند. نوشته‌های موسیقایی او در ۱۸۴۷ بی-آفتاب، مقدمه خوانشینا، و قطعه پیانو تابلوهای نمایشگاه را شامل می‌شود. او همچنین کار بر روی اپرای کمیک بازار مکاره سوروچینسکی بر اساس داستانی از گوگول را شروع کرد. در سال‌های بعد، افت موسورگسکی به شکل فزاینده‌ای آشکار شد. اگر چه او اکنون جزئی از حلقه شخصیّت‌های مهم شامل خوانندگان، پزشکان و بازیگران شده بود، با این وجود کمتر می‌توانست در برابر نوشیدن مقاومت کند و چند مرگ متوالی در میان نزدیکترین دوستانش، رنج زیادی را به او تحمیل کرد. در زمان‌هایی به نظر می‌رسید که اعتیاد او به الکل تحت کنترل است، بهترین کارهای ۶ سال آخر عمرش ۴ ترانه و رقص مرگ قرار دارد. شغل دولتی او بیش از پیش با بیماری و غیبت او متزلزل بود.
در ۱۸۸۰ سرانجام او از شغل دولتی‌اش اخراج شد. یک گروه از دوستانش پس از آگاهی از فقر او، برای حمایت از کامل شدن خوانشینا مقرری ترتیب دادند، گروه دیگری پول مشابهی برای کامل کردن بازار مکاره سوروچینسکی جمع کردند. با این حال هیچ‌کدام از کارها کامل نشد. در ۱۸۸۱ موسورگسکی مستأصل به دوستی اعلام کرد که تنها راه باقی‌مانده گدایی‌ست، و به فاصلهٔ کوتاهی از ۴ حملهٔ مغزی رنج برد. در بیمارستان نظامی بستری شد و برای مدتی به نظر می‌رسید بهبودی حاصل می‌شود، اما موسورگسکی یک هفته بعد از سالروز تولدش در ۴۲ سالگی، بر اثر مسمومیت از الکل درگذشت. او را در قبرستان تیخوین صومعه الکساندر نوسکی در سن پترزبورگ به خاک سپردند..
ایلیا رپین پرترهٔ معروف موسورگسکی با دماغ قرمز را در روزهای آخر زندگی‌اش کشیده‌است.

## نام
نام، املا و تلفظ نام آهنگساز موضوع بحث و جدال بوده‌است. نام خانوادگی وی از یکی از اجداد قرن ۱۵ یا ۱۶، رومن واسیلیویچ مناستیریف که نام او در کتاب مخملین (کتاب تبارشناسی بویارهای روسی نوشته شده در قرن ۱۷) آمده، گرفته شده‌است. رمان واسیلیویچ به نام موسرگا شناخته می‌شد و او پدر بزرگ موسورگسکی اول بوده‌است. آهنگ ساز از اصل و نصب ریوریک، بنیان‌گذار افسانه‌ای کشور روسیه، بوده‌است. در اسناد خانوادگی موسورگسکی، نام خانوادگی به شکل‌های مختلف املا شده: موسرسکی، موسیرسکی، موسرسکی، و موسورسکی. بر طبق اسناد غسل تعمید، نام آهنگساز موسرسکی است. در نامه‌های اولیه (تا سال ۱۸۵۸) به میلی بالاکیرف، آهنگساز نام خود را موسرسکی امضا کرده‌است. حرف گ برای اولین بر در نامه ۱۸۶۳ به بالاکیرف ظاهر شده. موسورگسکی تا آخر عمر از این املای جدید استفاده کرد، هرچند گاهی هم آن را به موسرسکی تغییر می‌داد. افزودن گ به نام خانوادگی احتمالاً توسط برادر بزرگتر آهنگساز شروع شده بود و انگیزهٔ آن پنهان کردن شباهت ریشهٔ نام خانوادگی به یک نام ناخوشایند روسی بوده‌است: موسر: آوار، زباله، طرد شده.
موسورگسکی ظاهر نام خانوادگی جدید را جدی نگرفت و با «آشغال» در نامه به ولادمیر استاسوف و خانواده استاسوف با امضای نام خود به شکل موسرینین یا ساکن آشغال بازی لغوی می‌کرد. معمولاً تکیه بر بخش اول نام او، موس- ار- سکی است. امروزه هم در روسیه و در شهر او این‌گونه این نام را تلفظ می‌کنند. سکون حروف بخش دوم در اسناد خانوادگی واضح است و این بخش تکیه نمی‌پذیرد. اضافه کردن گ و تغییر تکیه به بخش دوم گاهی به عنوان نسخهٔ لهستانی شناخته می‌شود و توسط نوادگان فیلارت موسورگسکی، برادر آهنگساز، تا زمان کشف خط آهنگساز در قرن ۲۰ حمایت می‌شده‌است. روس‌های با نفوذی چون فیودر شلیپین، نیکولی گلونف و تیخن خرننیکف - که شاید از اینکه نام آهنگساز بزرگ «یادآور زباله» است امتناع می‌کردند - هم از تکیهٔ اشتباه بر بخش دوم حمایت کردند و این نام به همین شکل در غرب تثبیت شد. قرارداد غربی نوشتن اسم با ۲ حرف س است، که البته در کتاب‌های دانشگاهی دیده نمی‌شود. احتمالاً انگیزهٔ این کار به خاطر جلوگیری از تبدیل س به ز در زبان‌های اروپایی، مثل موزیک که با س نوشته می‌شود، انجام شده‌است. هرچند چنین قاعده‌ای در زبان‌های اسلاو وجود ندارد.

## گروه پنج
در دهه ۱۸۶۰ میلادی یک مکتب واقعی ملی در موسیقی روسیه رخ داد. پنج جوان که به گروه پنج شهرت دارند، با هدف آفرینش موسیقی حقیقی روس در سن پترزبورگ گرد هم آمدند. آن‌ها به نقد آثار یکدیگر پرداختند و تأکید بر ضرورت کنار گذاشتن برخی از تکنیک‌های سنتی آهنگسازان آلمانی، ایتالیایی و فرانسوی داشتند. تمام اعضای گروه، جز میلی بالاکیرف، در موسیقی غیرحرفه‌ای بودند و اغلب شغلی جز موسیقی داشتند و فقط در اوقات فراغت خود می‌توانستند به آهنگسازی بپردازند.
اعضای دیگر گروه عبارت بودند از سزار کوئی، مهندس ارتش؛ الکساندر بورودین، شیمی‌دان؛ نیکولای ریمسکی کورساکف، افسر نیروی دریایی و مودست موسورگسکی، کارمند دولت. موسورگسکی نوآورترین و برجسته‌ترین فرد گروه پنج به‌شمار می‌آید. آثار موسورگسکی، در عین بداعت شدید، از نظر سبک رمانتیک هستند و آمیخته به جوهر موسیقی بومی روسیه هستند، و ملودیهاش ریتم، آکسان و نوسانهای زیر و بم گفتار روسی را باز می‌تاباند.
موسورگسکی، مانند بقیه اعضا گروه پنج، به عنوان یک افراطی شناخته می‌شد. شاید به این دلیل که تزار الکساندر سوم خودش بوریس گودونف را از لیست قطعه‌های پیشنهادی برای اپرای سلطنتی در ۱۸۸۸ خط زد.

تمامی تلاش گروه پنج رهایی از سنت‌های موسیقی غربی اروپایی و دستیابی به یک زبان موسیقایی روسی بود؛ کاری که میخائیل گلینکا در اپرایش با نام جان‌نثار تزار با در هم آمیختن نغمه‌های روستائی قبل از آن‌ها انجام داده و زمینه را برای پیدایش یک سبک ملی فراهم کرده بود. این گروه به‌طور مستقیم یا غیرمستقیم بر آهنگسازان دیگری چون سرگئی پروکوفیف و دیمیتری شوستاکوویچ نیز تأثیر گذاشتند.
در این میان تأثیر موسیقی ایرانی به خصوص بر گروه پنج بسیار شاخص و قابل توجه بود. برای نمونه نیکلای ریمسکی- کورساکف، یک ملودی ایرانی را برای ساخته خود به نام «ملادا» از یک مطرب ایرانی یادداشت کرد. بالاکیرف و موسورگسکی نیز ملودی‌های ایرانی را نت‌نویسی می‌کردند. موسورگسکی، آب و رنگدارترین «رقص دختران ایرانی» را در اپرای خوانشینا مورد استفاده قرار داد. در ضمن، خود اینکار یعنی کاربرد این رقص در این نمایش آوازی، به‌طور قطع حکایت از وجود ملودی‌های ایرانی در روسیهٔ سدهٔ شانزدهم می‌کند.

## تحلیل آثار
در ۱۸۶۸ او لیبرتوی بوریس گودونف را، از یکی از نمایشنامه‌های الکساندر پوشکین، اقتباس کرد. ماجرای این اپرا دربارهٔ دورانی پرآشوب از تاریخ روسیه و تمرکز آن بر شخصیت قدرتمند تزار بوریس، حکمران روسیه از ۱۵۹۸ تا ۱۶۰۵ است. موسورگسکی به مدد زنجیره‌ای از اپیزودها، تاج‌گذاری بوریس، احساس گناه عذاب‌آلود او، دشمنان سیاسی‌اش، عشق به خانواده و سرزمین و سرانجام مرگ مصیبت‌بار او را به‌گونه‌ای زنده و روشن تجسم می‌بخشد. اولین نسخه اپرای بوریس گودونف توسط اپرای مسریینسکی رد شد. در نتیجه، موسورگسکی کار را اصلاح کرد و در ۱۸۷۴ نسخه نهایی را ساخت. نسخه اولیه سیاه‌تر و موجزتر و در عین حال خام‌تر ارزیابی می‌شود. نیکولای ریمسکی-کورساکف در ۱۸۹۶ اپرا را برای اجرای چندسازی تنظیم کرد و بار دیگر در ۱۹۰۸ آن را اصلاح کرد. امروزه اغلب همین نسخهٔ بازبینی‌شده‌است که به اجرا درمی‌آید. این اپرا همچنین توسط آهنگسازان دیگر هم اصلاح شد، از آن جمله شوستاکوویچ، که دو نسخه، یکی برای فیلم و دیگری برای صحنه ساخت.

خوانشینا، یک اپرای کم‌تر معروف، ناتمام و اجرا نشده بود وقتی که موسورگسکی مرد، به وسیلهٔ کورساکف تکمیل شد و برای اولین بار در ۱۸۸۶ در سن پترزبورگ اجرا شد. این اپرا به وسیله شوستاکوویچ هم اصلاح شد. اپرای بازار مکاره سوروچینسکی نیز با مرگ آهنگساز نیمه‌تمام باقی‌ماند، اما قطعه رقص گپاک آن بسیار اجرا شده‌است.

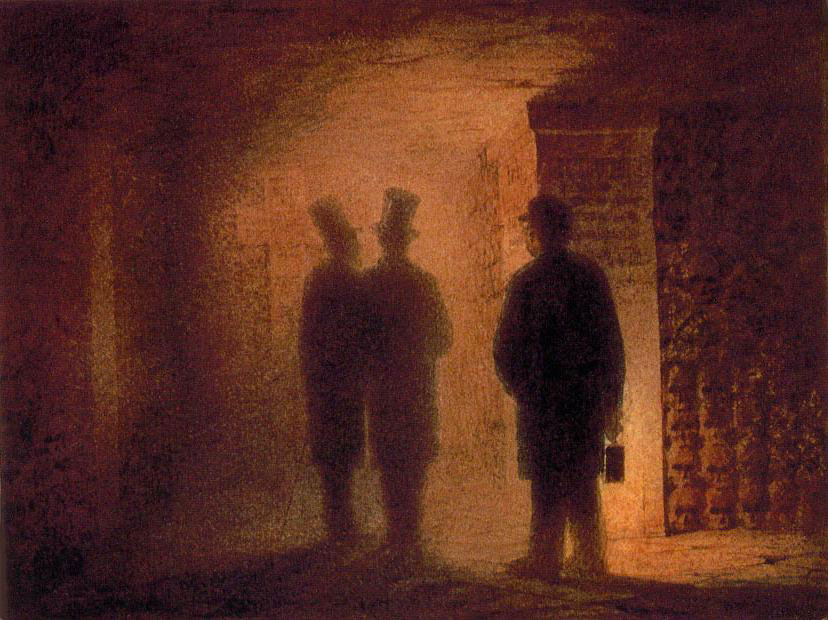
تابلوی هشتم هارتمن، نقاش با فانوسی در دست در مخروبه‌های پاریس پرسه می‌زند

خیال برانگیزترین اثر موسورگسکی که بسیار هم اجرا شده، تابلوهای نمایشگاه نام دارد. این اثر یک سوئیت است که از چندین موومان تشکیل شده و برای پیانو نوشته شده‌است. در هر یک از موومان‌های این اثر آهنگساز احساسش را راجع به نقاشیهای دوست نقاش و معمارش ویکتور هارتمن بیان کرده‌است. پنج ماه پس از درگذشت هارتمن، موسورگسکی به بازدید نمایشگاهی از آثار دوست دیرینش شتافت. تابلوهای نقاشی این نمایشگاه چنان او را تحت تأثیر قرار دادند که این سوئیت را در ده تابلو برای پیانوی سلو نوشت. قطعات مختلف به وسیله یک اینترلود به نام پرومناد (راه رفتن و قدم زدن) به هم مربوط می‌شود. اکثر آثار هارتمن از بین رفته‌اند و تنها این اثر موسورگسکی است که به هارتمن و آثارش جاودانگی بخشیده‌است. تابلوهای نمایشگاه توسط استادان بسیاری همچون موریس راول، کورساکف و لئوپولد استاکوفسکی برای ارکستر تنظیم شده‌است اما معروف‌ترین آن‌ها به موریس راول تعلق دارد.
اثر تک-موومان چندسازی شبی بر فراز کوه سنگی را شاید بتوان در کنار تابلوهای نمایشگاه معروف‌ترین قطعه موسورگسکی برشمرد. این اثر توصیف موزیکال یک کابوس است که در آن قهرمان داستان بر فراز کوهی عاری از دار و درخت، شاهد مراسم آیینی شیاطین و جادوگران است. شبی بر فراز کوه سنگی در دهه ۴۰ میلادی زمانی که به همراه مریم مقدس شوبرت در فیلم فانتازیا به کار رفت، بسیار معروف شد.
در میان کارهای دیگر آهنگساز می‌توان به پرستاری (۱۸۷۲)، بی-آفتاب (۱۸۴۷)، آهنگ‌ها و رقص‌های مرگ (۱۸۷۷) و آهنگ کک شیطان اشاره کرد. ضبط اولیه کارهای موسورگسکی به وسیله ولادیمیر رزینگ در دهه ۲۰ و ۳۰ صورت پذیرفت. ضبط بقیه آثار به وسیله بوریس کریستوف بین ۱۹۵۱ تا ۱۹۵۷ و سرگئی لیفرکوس در ۱۹۹۳ انجام شد.

## نظر معاصران
نظرات معاصران موسورگسکی به عنوان آهنگساز و یک فرد بسیار گسترده و متفاوت است. استاسوف و بالاکیرف، ابتدا احساسات منفی راجع به آهنگساز از خود نشان دادند. در نامه‌ای در ۱۸۶۳، استاسوف به بالاکیرف نوشت: «من هیچ استفاده‌ای برای موسورگسکی متصور نیستم. همه چیز او نامنسجم و بی‌هیجان است. فکر می‌کنم تماماً دیوانه باشد. اگر به خود رها شود، به زودی وضعیتش بدتر می‌شود، چنان‌که بقیه شده‌اند. هیچ چیز در او نیست.» بالاکیرف موافق بود: «بله، موسورگسکی اندکی با یک احمق فاصله دارد.» ریمسکی-کورساکف و چایکوفسکی، هم‌صنفی‌های موسورگسکی که برخلاف او از طریق آهنگسازی زندگی می‌کردند نیز احساسات دوگانه‌ای نسبت به او داشتند. هوش او را می‌ستودند، در حالی که از تکنیک او اظهار نامیدی می‌کردند. دربارهٔ دست نوشته‌های موسیقایی او کورساکف نوشت: «آنها ناقص، نامنسجم و با هارمونی‌هایی نامتصل، قطعه‌نویسی‌هایی عجیب بی منطق، با کشش‌های طولانی غیر قبل تحمل بدون مودالاسین بودند، …، آنچه که نیاز است یک تصحیح برای اهداف عملی و هنری است، مناسب برای کسانی که هوش او را می‌ستایند، نه برای مطالعه خصایص شخصی او یا گناهان او در حق هنر.» تصحیح‌های کورساکف از آثار موسورگسکی خود با نقد روبرو بود. دانش‌آموز او، آناتولی لیادف، آن‌ها را ناتمام می‌دید: «به آسانی می‌شود بی-قاعدگی‌های موسورگسکی را تصحیح کرد. تنها مشکل اینجاست که شخصیت و اصالت موسیقی از بین می‌رود و فردیت آهنگساز نابود می‌شود.» چایکوفسکی در یک نامه به حامی مالی‌اش، نادژدا فن مک، منتقدانه در مورد موسورگسکی نوشت: «موسورگسکی را می‌توانی به درستی موردی بی سرانجام بخوانی. در هوش، او از بقیه اعضا گروه پنج برتر است، ولی طبیعت تنگ نظرش، خالی از هر گونه میل به کمال فردی‌ست، به طرز کوری به تئوری‌های احمقانهٔ حلقه‌اش و هوش خودش معتقد است. او طبیعت خاصی دارد که درشتی، بدرفتاری و خشونت را دوست دارد،... او خودنمایی می‌کند … بی‌سوادی او به جهل او افتخار می‌کند، و باور کور به اشتباه ناپذیری هوش‌اش، کارش را نابود می‌کند.»
البته تمام منتقدان موسورگسکی اینقدر منفی نبودند. در نامه‌ای به پاولین ویاردوت، ایوان تورگینف تأثر خودش را از کنسرتی که در آن موسورگسکی را ملاقات کرده و دو قطعه‌ای را که از بوریس گودونف و خوانشینا شنیده بود چنین بیان می‌کند: «امروز من به خانه اولد پترف دعوت بودم. یک نسخه از آهنگ تو را به او دادم که خیلی خوشحالش کرد … پترف هنوز مثل گذشته با شوق تو را تحسین می‌کند. در اتاق نقّاشی او مجسمه نیم‌تنه‌ای از تو هست با تاجی از برگ بویا بر سری که همچنان بسیار شبیه تو است. من همچنین همسرش را دیدم [آنا وربیوا - پتروا که نقش وانیا را در `یک زندگی` گلینکا برای تزار درست کرد]، او شصت ساله است … بعد از شام او دو قطعه اصیل و تأثیرگذار رمانتیک از موسورگسکی (نویسنده بوریس گودونف که آنجا حاضر بود) را، با صدایی همچنان جوان و افسونگر که لحنی رسا داشت برایمان خواند. او آن‌ها را به سبکی اعجاب‌انگیز خواند. من بغض کرده بودم، باور کن! بعد موسورگسکی برای ما نواخت و خواند، با صدایی خشن، قسمت‌هایی از یکی از اپراهایش را و یکی دیگر را که اکنون دارد می‌نویسد - موسیقی به نظر من بسیار شاخص و جالب آمد، به تو قول می‌دهم! اولد پترف `رهب سرگردان فاسق ` [آهنگ ورلام درباره ایوان مخوف] را خواند - عالی بود! من کم‌کم دارم باور می‌کنم که آینده به اینها تعلق دارد. ظاهر موسورگسکی، گلینکا را به من یادآوری می‌کند، به خاطر اینکه بینی‌اش قرمز است (متأسفانه او الکلی است)، چشمانی بیرنگ اما زیبا دارد، و لبان ظریفش به صورت چاقش با گونه‌های تپلش فشرده شده‌اند. دوستش دارم: بسیار طبیعی و بی‌غش است و تظاهر به استادی نمی‌کند. او برای ما مقدمه اپرای دومش [خوانشینا] را نواخت. کمی واگنری، اما بسیار با احساس و زیبا است. به پیش، به پیش، هنرمندان روس!» درک غرب از موسورگسکی وقتی اولین اجرای اروپایی بوریس گودونف را شنید تغییر کرد. قبل از این اجرا، او فردی عجیب و نامعمول شمرده می‌شد. منتقد موسیقی ادوارد دنروتر در تاریخ موسیقی آکسفورد در ۱۹۰۵ نوشت: «موسورگسکی، با تلاش آوازی‌اش، عامدانه عجیب به نظر می‌رسد. سبک او مثل زشتی بربرگونه، گوشهای غربی را متأثّر می‌کند.» هرچند بعد از نخستین اجرا، نقطه نظرها در باب موسورگسکی به شکل ناسزا تغییر کرد. جرالد آبراهام، یک موسیقی‌شناس، و متخصص راجع به موسورگسکی می‌نویسد: «به عنوان مترجم موسیقایی کلمات و هر چیزی که بتوان با کلمه بیانش کرد، از حالت‌های روانی، یا حتی جنبش فیزیکی، او برترین است، اما به عنوان موسیقی‌دان، با توانای قبل توجه کمی برای ساخت موسیقی محض، یا حتی محض بافت موسیقی به طرز ناامیدکننده‌ای محدود است.»

## برخی از آثار
برخی از آثار موسورگسکی از این قرارند:
- اپرای عروسی، سن پترزبورگ ۱۹۰۹
- اپرای بوریس گودونف

1. نخستین نسخه، لنینگراد ۱۹۲۸
2. دومین نسخه، سن پترزبورگ ۱۸۷۴
3. نسخه بازنویسی شده توسط ریمسکی کورساکف، مسکو ۱۸۹۸

- اپرای خوانشینا (که توسط ریمسکی کورساکف به پایان رسید)، سن پترزبورگ ۱۸۸۶
- اپرای بازار مکاره سوروچینسکی (توسط لیادف و کاراتیگین به پایان رسید)، مسکو ۱۹۱۳
- قطعات بی‌شمار سالامبو و ملادا یا طرح‌های اپرایی
- چندین کر و ۶۳ ملودی به همان نام بوریس
- شبی بر فراز کوه سنگی
- تابلوهای نمایشگاه (که بعدها توسط راول برای ارکستر تنظیم شد)
- آواز و رقص مرگ
- ترانه‌های «اتاق کودکان»
- بی‌آفتاب

## نگارخانه

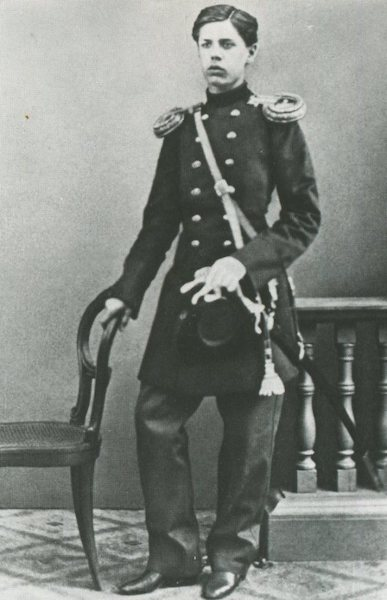
موسورگسکی جوان
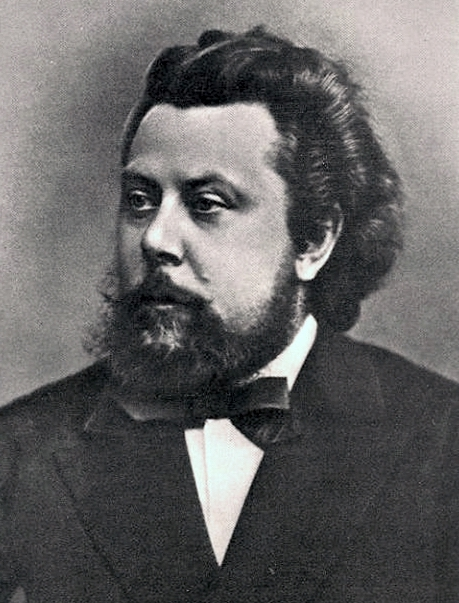
موسورگسکی ۱۸۷۰ میلادی
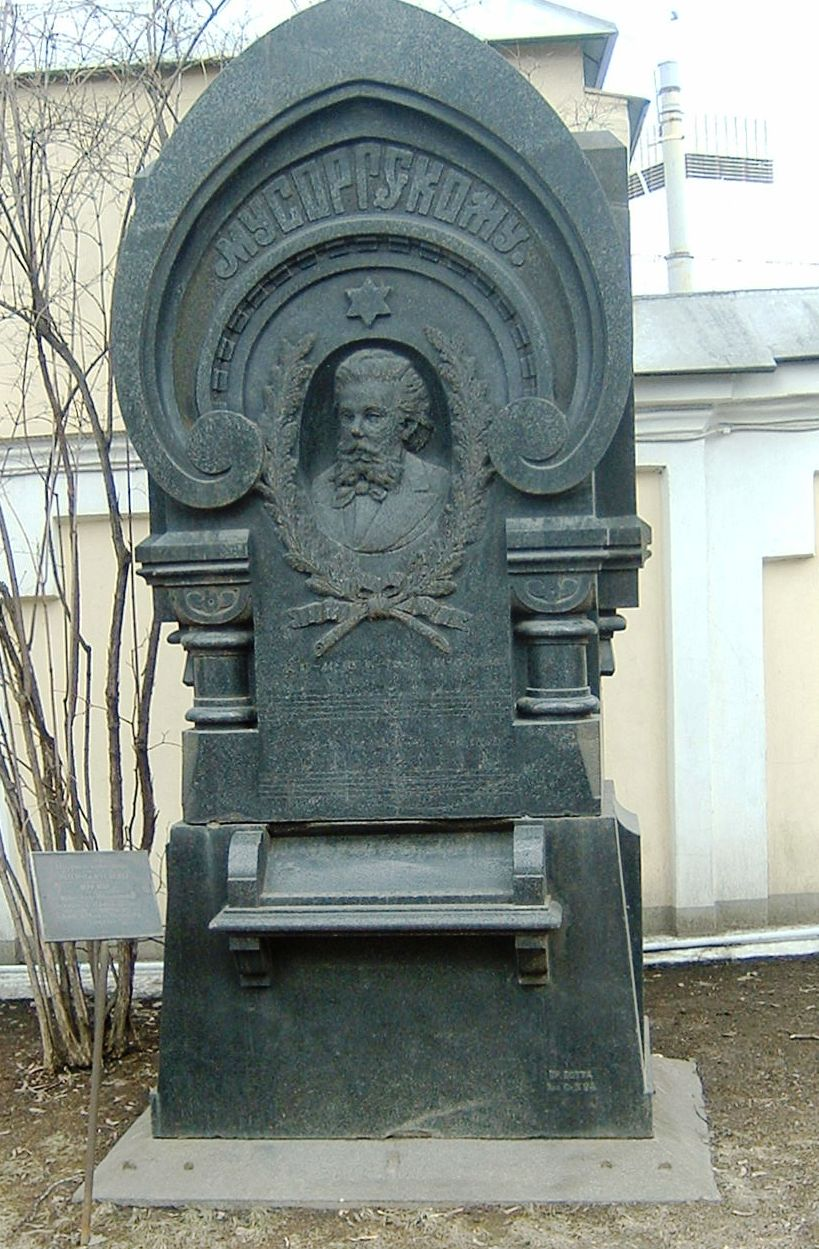
آرامگاه موسورگسکی
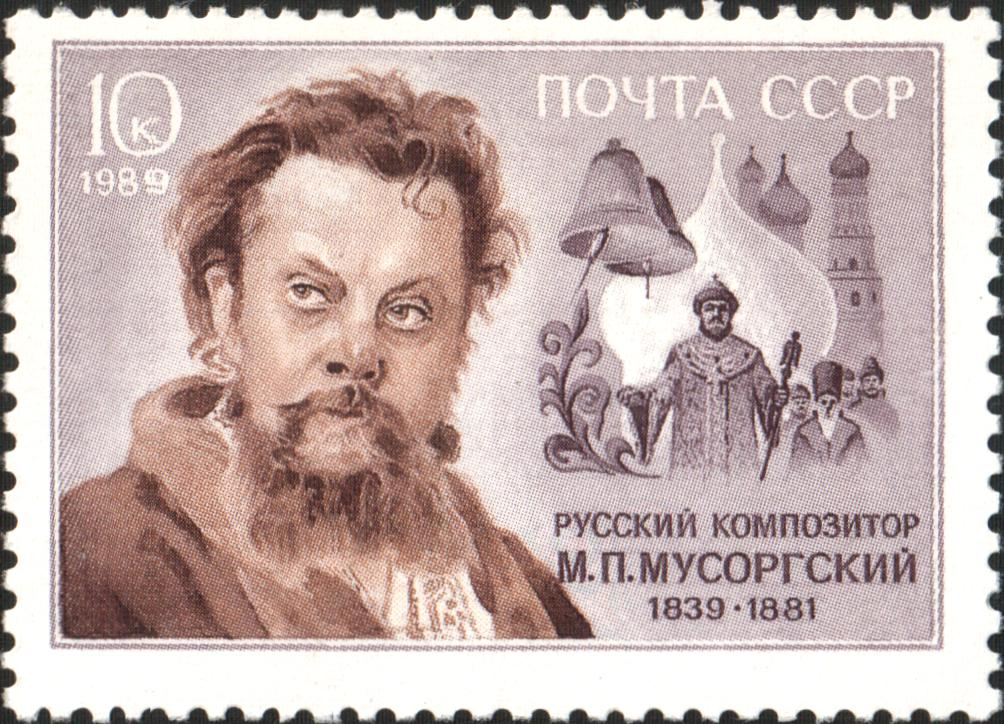
تمبر یادبود
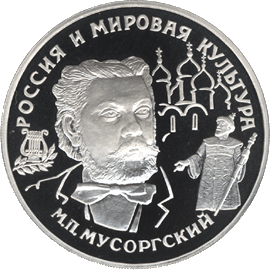
سکه یادبود